# Matuku otagoense
Matuku otagoense — викопний вид пеліканоподібних птахів родини чаплевих (Ardeidae), що існував у ранньому міоцені (19-16 млн років тому).

## Скам'янілості
Викопні рештки птаха знайдені у відкладеннях формації Баннокбарн в долині річки Манугерікія в регіоні Отаго на півдні Нової Зеландії.

## Назва
Родова назва Matuku з маорійської мови перекладається як «чапля». Видова назва М. otagoense вказує на місцезнаходження виду — регіон Отаго.